# White Room
White Room è un singolo del gruppo rock britannico Cream, incluso nel doppio album Wheels of Fire pubblicato nel 1968.
Pubblicato su 45 giri negli Stati Uniti nel settembre 1968, il brano arrivò fino alla posizione numero 6 della classifica Billboard Hot 100; in Gran Bretagna il singolo uscì nel gennaio 1969 dove raggiunse la posizione numero 28 nella Official Singles Chart.

## Descrizione
Il brano è stato composto dal bassista Jack Bruce, con testo scritto dal poeta Pete Brown.
La registrazione di White Room iniziò nel luglio 1967 a Londra durante le sessioni iniziali per l'ancora senza titolo terzo album della band. I lavori proseguirono agli Atlantic Studios di New York in dicembre e furono completati nel corso di tre sedute in febbraio, aprile e giugno 1968, sempre alla Atlantic.
Jack Bruce cantò e suonò il basso nella traccia, Eric Clapton sovraincise le sue parti di chitarra solista, Ginger Baker suonò la batteria, mentre Felix Pappalardi, produttore discografico dei Cream, contribuì suonando la viola. Clapton suonò la chitarra con il pedale wah-wah per ottenere un "effetto parlante".  Baker dichiarò di aver aggiunto il caratteristico tempo in 5/4.

## Tracce singolo
Atco Records – 45-6617 (USA)
1. White Room (Jack Bruce, Pete Brown) - 3:04
2. Those Were the Days (Ginger Baker, Mike Taylor) - 2:52

Polydor – 56300 (UK)
1. White Room (Jack Bruce, Pete Brown) - 3:04
2. Those Were The Days (Ginger Baker, Mike Taylor) - 2:52

## Formazione
- Eric Clapton - chitarra
- Ginger Baker - batteria, timpani
- Jack Bruce - voce, basso
- Felix Pappalardi - viola

## Riconoscimenti e cover
Il brano è presente nella lista dei 500 migliori brani musicali secondo Rolling Stone stilata nel 2004, ed esattamente è collocato alla posizione 376.
La canzone è stata reinterpretata da tantissimi artisti e gruppi, tra cui Jeff Healey, Waylon Jennings, Joel Grey, Iron Butterfly, The Guess Who, Deep Purple e molti altri.